# Carasco

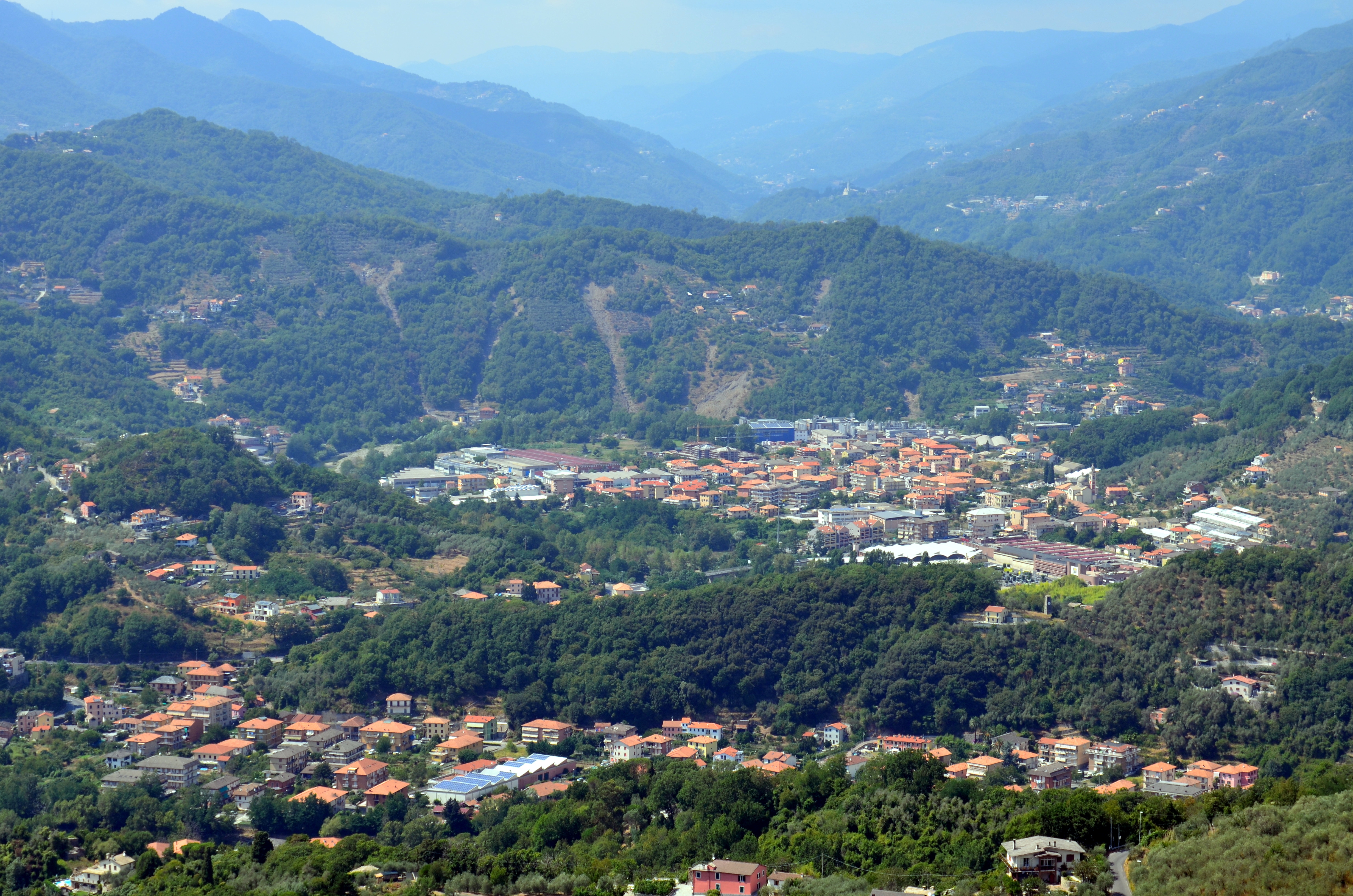
Vista de Carasco

Carasco es una localidad y comune italiana de la provincia de Génova, región de Liguria, con 3.582 habitantes.

## Evolución demográfica
| Gráfica de evolución demográfica de Carasco entre 1861 y 2001 |
|                                                               |
| Fuente ISTAT - elaboración gráfica de Wikipedia               |